# Canavieiras
Canavieiras is een gemeente in de Braziliaanse deelstaat Bahia. De gemeente telt 37.041 inwoners (schatting 2009).

## Aangrenzende gemeenten
De gemeente grenst aan Belmonte, Mascote, Santa Luzia en Una.